# 正數
正数，在数学上是指大于0的实数，如1、3.7,1.5等，与负数相对。和实数一样，正數也是一個不可數的無限集合。這個集合在数学上通常用粗體R+或ℝ+来表示。正数与0统称非负数。

## 符号函数
在实数上可以定义这样一个函数{\displaystyle \operatorname {sgn}(x)}，它对正数取值为 1，负数取值为 −1，0 取值为 0。这个函数通常被称为符号函数：
{\displaystyle \operatorname {sgn}(x)=\left\{{\begin{matrix}-1&:x<0\\\;0&:x=0\\\;1&:x>0\end{matrix}}\right.}
当{\displaystyle x}不为 0 时，则有：
{\displaystyle \operatorname {sgn}(x)={\frac {x}{|x|}}={\frac {|x|}{x}}={\frac {d{|x|}}{d{x}}}=2H(x)-1.}
这里，{\displaystyle \left\vert x\right\vert }为{\displaystyle x}的绝对值，{\displaystyle H(x)}为单位阶跃函数。请参见导数。